# Potres v Zgornjem Posočju (1998)
Potres v Zgornjem Posočju leta 1998 je bil eden najmočnejših potresov 20. stoletja z žariščem na ozemlju Slovenije. Nastal je 12. aprila 1998 v zgornjem Posočju. 
Njegova magnituda je bila 5,6, največji učinki pa so dosegli med VII. in VIII. stopnjo po EMS. Žarišče potresa je nastalo med dolino Lepene in Krnskim gorovjem, v globini okoli 8 km. Potres je poleg velike gmotne škode na objektih na Bovškem, Kobariškem in Tolminskem, povzročil tudi precejšnje spremembe v naravi, saj so nastali številni skalnati podori, ki so ponekod popolnoma uničili planinske poti. Padajoče skale in kamenje pa je ponekod poškodovalo ali celo uničilo nekatere spomenike iz I. svetovne vojne.
Potres 12. aprila so čutili prebivalci celotne Slovenije in prebivalci nekaterih predelov devetih sosednjih držav: Hrvaške, Bosne in Hercegovine, Madžarske, Avstrije, Švice, Italije, Slovaške, Češke in Nemčije. 
Potres je nastal ob 11. uri in 55 minut po lokalnem času, ravno v času velikonočnega kosila, zato je bila panika med prebivalstvom še večja, saj je bila večina ljudi doma. V prvih 20 urah po glavnemu potresu je bilo več kot 400 popotresnih sunkov, v naslednjih mesecih pa več kot 9000. Najmočnejši popotresni sunek je nastal 6. maja ob 4. uri in 52 minut po našem času in je imel magnitudo 4,2.
Ob potresu je bilo poškodovanih več kot 4000 objektov, na srečo pa ni zahteval smrtnih žrtev.